# Jacob Bolotin
Pour l’article homonyme, voir Payen Bolotin.
Jacob Bolotin (né le 3 janvier à Chicago - mort le 1er avril 1924 à Chicago) est un médecin aveugle.

## Vie et parcours professionnel
Né en 1888 d'une famille d'immigrants pauvres de Chicago, Jacob Bolotin combat les préjugés et les idées fausses sur les capacités des personnes aveugles afin d'être accepté à l'école de médecine, puis dans la profession médicale. Il se fraye un chemin au Collège de médecine de Chicago, est diplômé avec les honneurs à vingt-quatre ans, et devient le premier médecin totalement aveugle au monde disposant d'un diplôme l'autorisant à pratiquer la médecine. Il est particulièrement reconnu pour son expertise sur les maladies du cœur et les poumons. Ses nombreuses prises de parole publiques défendent l'emploi des aveugles et leur pleine intégration dans la société. Lorsque Jacob Bolotin meurt à l'âge de trente-six ans, cinq mille personnes assistent à ses funérailles,.